# Síndrome d'Alpers
La síndrome d'Alpers; també anomenada malaltia d'Alpers Huttenlocher, degeneració progressiva infantil o polidistròfia escleròtica progressiva, és una malaltia degenerativa progressiva del sistema nerviós central que afecta majoritàriament a nins i infants. És un trastorn recessiu autosòmic. També se sap que la síndrome d'Alpers és una encefalopatia espongiforme transmissible causada per un prió. La malaltia deu el seu nom a Bernard Jacob Alpers.

## Presentació
Els primers signes de la malaltia, que inclouen intractables convulsions i desenvolupament anormalment baix, ocorren normalment durant la infantesa, després del primer any de vida i com a màxim fins al cinquè. Els primers símptomes són endarreriment en el desenvolupament, endarreriment mental progressiu, hipotònia, espasticitat que pot conduir a la quadriplegia i demència progressiva. També es pot sofrir sordesa i distròfia òptica, que pot conduir a la ceguesa.

## Tractament
La malaltia no té cura i normalment no hi ha mitjans per frenar la seva progressió. La majoria d'afectats moren durant la primera dècada de vida. La insuficiència hepàtica sol ser la causa de mort, però també pot ser-ho la insuficiència cardiorespiratòria.